# 孫覇
孫 覇（そん は）は、中国三国時代の人物。呉の初代皇帝である孫権の庶子。字は子威。揚州呉郡富春県の人。母は謝姫。妻は劉基の娘。子は孫基・孫壱。
兄で皇太子の孫和との間に二宮事件と呼ばれる後継者争いを起こした末、孫権より自害を命じられた。

## 経歴
赤烏5年（242年）、兄の孫和が皇太子に立てられた際、群臣たちはその母を皇后に、また孫覇の兄弟たちを王位につけるよう懇願した。孫権は一度拒絶したが、半年後に同様の請願があり、孫覇を魯王に封じた。教育係として是儀が付けられた。史書にはその人柄についての記載はないが、羊衜から「東宮と並んで徳のある人物として美名が高い」と称された記録が残されている。
孫覇は孫権から寵愛され、兄と同様の待遇を受け、同じ宮殿に住み続けた。この扱いが批判されると、孫権は別々の宮を設置し、それぞれに幕僚をつけた。しかし、この措置は孫覇の不満を買っていた。兄との仲が険悪になった。かえって派閥抗争を過熱させ、重臣達を巻き込んだ二派の争いに発展した。
孫覇派（魯王派）は、楊竺・全奇・孫奇・呉安といった取り巻きや外戚の孫魯班（全公主）の他、歩騭・呂岱・全琮・呂拠・孫弘らが支持していたという（『通語』）。
孫権が、2人の不和を案じて人の出入りを禁止し、学問に励むよう訓戒をしたが、対立は止まなかった。楊竺・全寄・孫奇・呉安は孫和の廃位を実現させるため、陸遜や顧譚といった孫和を支持する者に対する讒言を、孫権に対し何度か上奏した。一方の孫覇も同様のことをしたことがあったという。是儀は何度か孫覇に諫言したが、聞き入れられることはなかった（「是儀伝」）。
一時は孫和派（太子派）の重臣の排除に成功したものの、歩騭や全琮といった有力者が世を去ると、孫覇派も勢いを失い、孫和派との一進一退の抗争が続いた。
赤烏13年（250年）、孫権は抗争を解決するため、どちらを擁立しても後々しこりが残る事を考慮し、新たに孫亮を太子とした。一方で孫和を廃太子とし、孫覇にも自殺を命じた上で、楊竺・全寄・孫奇・呉安らを誅殺した。『通語』によると、孫峻と相談した上での措置だったという。
羅貫中の小説『三国志演義』には登場しない。

### 子孫
五鳳年間に子の孫基は呉侯、孫壱は宛陵侯に封じられた。孫和の子の孫晧が皇帝として即位すると、孫基・孫壱は爵位と領国を削られ、彼らの祖母の謝姫と共に、会稽郡烏傷県に幽閉された。